# Croce di San Frediano
La Croce di San Frediano è un crocifisso dipinto e sagomato di artista pisano ignoto, databile al 1150 circa e conservato nella chiesa di San Frediano a Pisa.

## Storia e descrizione
La croce venne ridipinta qualche decina d'anni dopo la sua realizzazione, rispettando però l'iconografia. Tale ridipintura è stata tolta col restauro del 1972.
Rispetto alle più antiche croci di San Paolo all'Orto e di Sarzana, la croce di San Frediano, sempre del tipo del Christus triumphans, mostra una novità: nei tabelloni laterali le scene della Passione sono organizzate in spazi uguali e simmetrici (in questo caso tre per parte), accentuando quindi gli aspetti narrativi dell'opera, rispetto ai contenuti più propriamente devozionali (come la presenza della Madonna e degli altri dolenti).